# Kranz Peak
Der Kranz Peak ist ein 2680 m hoher Berg im westantarktischen Marie-Byrd-Land. Im Königin-Maud-Gebirge ragt er 10 km nordwestlich des Mount Przywitowski zwischen den Kopfenden des Holdsworth- und des Bartlett-Gletschers auf. 
Das Advisory Committee on Antarctic Names benannte ihn 1967 nach Arthur C. Kranz (1923–2004), Stabsoffizier für Meteorologie bei den Unterstützungseinheiten der United States Navy in Antarktika bei der Operation Deep Freeze der Jahre 1966 und 1967.